# Confessions Tour
Confessions Tour — седьмой концертный тур американской певицы Мадонны, прошедший в 2006 году в поддержку её альбома Confessions on a Dance Floor.
Доход тура составил $194 754 447.

## История
Мадонна начала свой тур 21 мая 2006 г. в американском Лос-Анджелесе, дальнейшими местами концертов стали крупнейшие города Северной Америки, такие как Лас-Вегас, Чикаго, Монреаль, Нью-Йорк, Бостон и Майами. Европейская часть турне началась с концерта в Кардиффе. Затем концерты состоялись в Великобритании, Италии, Германии, Дании, Франции, Нидерландах, Чехии и России. Концерт Мадонны в Москве стал первым выступлением певицы в России и завершил европейскую часть турне. Тур завершился четырьмя концертами в Японии.

## Выступление

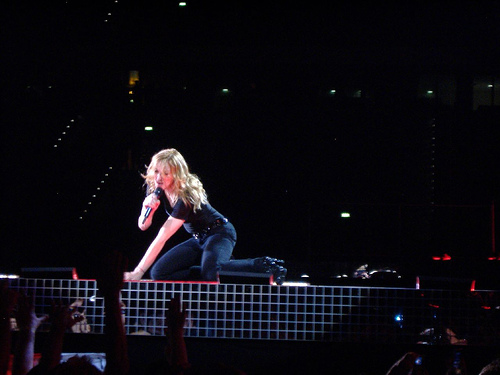
Концерт в Дюссельдорфе

Программа выступления разделена на четыре самостоятельных блока: лошади/наездники, религия/бедуины, инди/глэм-рок, диско.
В рамках концерта были исполнены песни с последнего альбома Мадонны «Confessions on a Dance Floor», а также адаптированные под звучание альбома старые композиции певицы. Сценическое действие представляет собой сложное постановочное шоу с массивными декорациями и сложной хореографией.
Концерты Мадонны породили целую волну скандалов, связанную прежде всего с песней «Live to Tell», во время исполнения которой певица предстает распятой на кресте. Христианские, мусульманские и еврейские религиозные деятели выступили с жёсткой критикой концертного номера. В то же время Мадонна настаивает на том, что она не собиралась оскорблять чувств верующих, а сценический номер направлен на привлечение внимания к проблеме распространения в Африке СПИДа среди детей.

## Список песен
В образе лошади/наездники:
1. «Future Lovers/I Feel Love»
2. «Get Together»
3. «Like a Virgin»
4. «Jump»

В образе религия/бедуины:
1. «Интерлюдия: Dancers' Confessions» (с элементами Live to Tell)
2. «Live to Tell»
3. «Forbidden Love»
4. «Isaac»
5. «Sorry»
6. «Like It Or Not»
7. «Интерлюдия: Sorry ([ремикс])»

В образе инди/глэм-рок:
1. «I Love New York»
2. «Ray of Light»
3. «Let It Will Be»
4. «Give Peace a Chance» (только в Москве)
5. «Drowned World/Substitute for Love»
6. «Paradise (Not For Me)»

В стиле диско:
1. «Интерлюдия: Roller Dance Disco Inferno» (с элементами Borderline, Erotica, Dress You Up и Holiday)
2. «Music Inferno» (с элементами Where’s the Party)
3. «Erotica/You Thrill Me»
4. «La Isla Bonita»
5. «Lucky Star»
6. «Hung Up»

## Даты концертов
| Дата             | Город         | Страна         | Площадка                |
| ---------------- | ------------- | -------------- | ----------------------- |
| Северная Америка |               |                |                         |
| 21.05.2006       | Лос-Анджелес  | США            | Форум                   |
| 23.05.2006       | Лос-Анджелес  | США            | Форум                   |
| 24.05.2006       | Лос-Анджелес  | США            | Форум                   |
| 27.05.2006       | Лас-Вегас     | США            | MGM Гранд Гарден Арена  |
| 28.05.2006       | Лас-Вегас     | США            | MGM Гранд Гарден Арена  |
| 30.05.2006       | Сан-Хосе      | США            | Ейч-Пи Павилион         |
| 31.05.2006       | Сан-Хосе      | США            | Ейч-Пи Павилион         |
| 03.06.2006       | Лос-Анджелес  | США            | Стейплс Центр           |
| 05.06.2006       | Фресно        | США            | Save Mart Center        |
| 06.06.2006       | Фресно        | США            | Save Mart Center        |
| 08.06.2006       | Финикс        | США            | Джобинг.ком Арена       |
| 10.06.2006       | Финикс        | США            | Джобинг.ком Арена       |
| 14.06.2006       | Чикаго        | США            | Юнайтед Центр           |
| 15.06.2006       | Чикаго        | США            | Юнайтед Центр           |
| 18.06.2006       | Чикаго        | США            | Юнайтед Центр           |
| 19.06.2006       | Чикаго        | США            | Юнайтед Центр           |
| 21.06.2006       | Монреаль      | Канада         | Bell Centre             |
| 22.06.2006       | Монреаль      | Канада         | Bell Centre             |
| 25.06.2006       | Хартфорд      | США            | Хартфорд Сивик Центр    |
| 26.06.2006       | Хартфорд      | США            | Хартфорд Сивик Центр    |
| 28.06.2006       | Нью-Йорк      | США            | Медисон Сквер Гарден    |
| 29.06.2006       | Нью-Йорк      | США            | Медисон Сквер Гарден    |
| 02.07.2006       | Нью-Йорк      | США            | Медисон Сквер Гарден    |
| 03.07.2006       | Нью-Йорк      | США            | Медисон Сквер Гарден    |
| 06.07.2006       | Бостон        | США            | ТД Банкнорт Гарден      |
| 09.07.2006       | Бостон        | США            | ТД Банкнорт Гарден      |
| 10.07.2006       | Бостон        | США            | ТД Банкнорт Гарден      |
| 12.07.2006       | Филадельфия   | США            | Уачовия Центр           |
| 13.07.2006       | Филадельфия   | США            | Уачовия Центр           |
| 16.07.2006       | Атлантик Сити | США            | Бордуок Холл            |
| 18.07.2006       | Нью-Йорк      | США            | Медисон Сквер Гарден    |
| 19.07.2006       | Нью-Йорк      | США            | Медисон Сквер Гарден    |
| 22.07.2006       | Майами        | США            | Американ Эирлайнс Арена |
| 23.07.2006       | Майами        | США            | Американ Эирлайнс Арена |
| Европа           |               |                |                         |
| 30.07.2006       | Кардифф       | Великобритания | Миллениум               |
| 01.08.2006       | Лондон        | Великобритания | Арена Уэмбли            |
| 03.08.2006       | Лондон        | Великобритания | Арена Уэмбли            |
| 06.08.2006       | Рим           | Италия         | Олимпийский стадион     |
| 09.08.2006       | Лондон        | Великобритания | Арена Уэмбли            |
| 10.08.2006       | Лондон        | Великобритания | Арена Уэмбли            |
| 12.08.2006       | Лондон        | Великобритания | Арена Уэмбли            |
| 13.08.2006       | Лондон        | Великобритания | Арена Уэмбли            |
| 15.08.2006       | Лондон        | Великобритания | Арена Уэмбли            |
| 16.08.2006       | Лондон        | Великобритания | Арена Уэмбли            |
| 20.08.2006       | Дюссельдорф   | Германия       | Эсприт Арена            |
| 22.08.2006       | Ганновер      | Германия       | АВД Арена               |
| 24.08.2006       | Хорсенс       | Дания          | Форум Хорсенс           |
| 27.08.2006       | Париж         | Франция        | Берси                   |
| 28.08.2006       | Париж         | Франция        | Берси                   |
| 30.08.2006       | Париж         | Франция        | Берси                   |
| 31.08.2006       | Париж         | Франция        | Берси                   |
| 03.09.2006       | Амстердам     | Нидерланды     | Амстердам Арена         |
| 4.09.2006        | Амстердам     | Нидерланды     | Амстердам Арена         |
| 06.09.2006       | Прага         | Чехия          | O2 Арена                |
| 07.09.2006       | Прага         | Чехия          | O2 Арена                |
| 12.09.2006       | Москва        | Россия         | Стадион «Лужники»       |
| Азия             |               |                |                         |
| 16.09.2006       | Осака         | Япония         | Осака Доум              |
| 17.09.2006       | Осака         | Япония         | Осака Доум              |
| 20.09.2006       | Токио         | Япония         | Токио Доум              |
| 21.09.2006       | Токио         | Япония         | Токио Доум              |

## Интересные факты
- Специальный гость — мировая звезда танцполов DJ Paul Oakenfold.
- Мадонна предпочла привлечь к участию членов предыдущих команд, работавших над её турами «Drowned World Tour» (2001) и «Re-Invention World Tour» (2004). Джемми Кинг в качестве хореографа и директора тура. Музыкальным директором выступает Стюарт Прайс. Ариана Филипс и Жан-Поль Готье, на протяжении длительного времени являющиеся креативной командой Мадонны, следят и разрабатывают все костюмы Мадонны для данного тура.
- Мадонна хотела, чтобы фанаты выражали своё собственное мнение в специальных видеокабинках для признаний во время концертов.
- Мадонна не выступает во время тура по пятничным вечерам, так как учение Каббалы запрещает это. Она обещала уважать иудейские обычаи Шаббата, не работая, а посвящая пятничные вечера ужину в круге её семьи.
- При оформлении бэкграунда для тура Мадонны американский режиссёр Акон Хадсон искал видеоролики с мощным огненным пламенем. В итоге он использовал футажи, предоставленные видеоархивом TVDATA, на которых изображены последствия взрыва на газопроводе Сургут. Эти кадры органично вписались в концепцию всего шоу.
- 1 тонна — вес дискотечного шара, из которого появляется Мадонна в начале шоу
- 2 недели — продолжительность использования туши для ресниц Yves St. Laurent #5.
- 2,000,000 $ — общая стоимость кристаллов Swarovski, которыми украшен дискотечный шар.
- 5,000 кв. футов — общий размер четырёх сцен на шоу (обычный размер — 2600 кв. футов).
- 1,000 часов репетиций растянулись на 12 недель.
- 27 человек занято в выступлениях, включая Мадонну, музыкантов и 22 танцоров.
- 253 сеанса массажа было сделано танцорам.
- 0 банок крема под макияж расходовалось Мадонной.
- 1 бутылка очищающего масла «Shu Uemura Green Tea» расходовалась каждую неделю.
- 1 банка увлажняющего крема «Yonka» расходовалась каждые три недели.
- 106 монтажников задействовано в турне.
- 40 футов — размер вертушки в центре главной сцены.
- 16 миль в час — скорость вращения этой вертушки.
- 1 диско-распятие с Мадонной поднимается над сценой каждое шоу.
- 4 фута — расстояние между Мадонной, стоящей на неосновной сцене и зрителями.
- 70 тонн оборудования было развешано над главной сценой.
- 24 грузовика используется для перевозки оборудования из города в город.
- 2 частных самолёта используется для перевозки оборудования.
- 18 минивэнов и легковых машин используется для перевозки оборудования.
- 5 автобусов использовалось для перевозки оборудования.
- 280 ярдов эластичных бинтов использовали Мадонна и танцоры.
- 543 тёплых пледа было приготовлено для танцоров.
- 200 тонн составил вес всего оборудования для шоу, что эквивалентно весу броненосца.
- 400,000 киловатт энергии требуется для каждого шоу.
- 8 рентгеновских снимков переломов Мадонны были на экранах во время песни Like A Virgin.
- 7 костюмов сменила Мадонна за время выступления.
- 30 костюмов-образов придумал Жан-Поль Готье для Мадонны и её танцоров.
- 8 пар туфель и сапог (в основном от Yves Saint Laurent) носит Мадонна каждое шоу.
- 1 ожерелье из бриллиантов и аметистов фирмы Chopard носит Мадонна во время шоу.
- 600 костюмов было приготовлено для использования в турне.
- 25 полок потребовалось для перевозки гардероба.
- 1 корона из 50 шипов из церкви Cotters Church Supply в Лос-Анджелесе.
- 1 бутылка водки за кулисами для удаления пятен пота.
- 24 дюйма — талия Мадонны (так как рост Мадонны - 161 см).
- 4 человека помогают Мадонне менять костюмы.
- 2 профессиональные рыболовные сети Capezio используются на каждом шоу.
- 10 фунтов — вес ремня Мадонны, придуманного дизайнером Майклом Шмидтом.
- 4,000 кристаллов Swarovski использованы в инкрустации этого ремня.
- 34 шпильки используются для причёски Мадонны.
- 2 эластичные резинки для волос используется на каждом шоу (чёрная и белая).
- 4 больших заколки крепят шиньон к голове Мадонны в начале шоу.
- 3 разные причёски носит Мадонна на шоу — шиньон, корона из шипов и диско-прическа.
- 2 средства для волос — кондиционер «Kerastase» и вода Evian для снятия статического электричества.
- 2 смены накладных ресниц из шерсти норки, одни из которых были украшены бриллиантами для диско-части шоу.